# XV settore di copertura Pusteria
Il XV Settore di Copertura Pusteria (in tedesco Abdeckungssektor 15 - Pustertal) è uno dei sette settori in cui venne diviso il Vallo Alpino in Alto Adige, questo settore si estende dal confine est con l'Austria, dalla frazione di Prato alla Drava di San Candido, percorrendo verso ovest l'intera val Pusteria, ovvero fino a Rio di Pusteria, articolandosi su un territorio montuoso, seguendo il corso del fiume Rienza, fino alla sua foce nell'Isarco.

## Direttrici
Questo settore comprendeva le seguenti direttrici:
- sbarramento Prato Drava, presso Prato alla Drava
- sbarramento Versciaco, presso Versciaco
- sbarramento Dobbiaco - San Silvestro, presso Dobbiaco
- sbarramento della Val di Landro, presso la val di Landro
- sbarramento di Braies, presso Braies
- sbarramento Planca di Sopra, presso la valle di Casies
- sbarramento Anterselva Mezzavalle-Lago di Anterselva, presso la valle di Anterselva
- sbarramento Rasun-Valdaora, presso Valdaora
- sbarramento di Perca, presso Perca
- sbarramento di Sares, presso la val Badia
- sbarramento Chiusa di Rio, presso Rio di Pusteria

## Progetto
Il progetto della fortificazione del I sistema difensivo, quello al confine con l'Austria comprendeva le opere di fondovalle degli sbarramenti di Prato alla Drava e Versciaco, con funzione anticarro e una fascia periferica lungo le creste di confine.
Seguivano poi il II e il III sistema difensivo, fino ad arrivare alla fine della val Pusteria.
Nel dopoguerra, dopo il 1945 vennere nuovamente riattivati e completati con nuove armi e nuove strutture alcuni sbarramenti, tra cui:
- sbarramento Prato Drava
- sbarramento Versciaco
- sbarramento Dobbiaco
- sbarramento della Val di Landro
- sbarramento di Braies
- sbarramento Anterselva Mezzavalle-Lago di Anterselva
- sbarramento Rasun-Valdaora
- sbarramento di Perca
- sbarramento di Sares
- sbarramento Chiusa di Rio